# کی‌تی‌ام ۲۵۰ اف‌آر.آر
کی‌تی‌ام ۲۵۰ اف‌آر. آر (انگلیسی: KTM 250 FRR) یک موتورسیکلت دوزمانه دوسیلندر مسابقه‌ای با قدرت ۱۱۰ اسب بخار ساخت شرکت کی‌تی‌ام بود که از سال ۲۰۰۵ تا ۲۰۰۸ در کلاس ۲۵۰ سی‌سی مسابقات موتور سیکلت گرند پریکس استفاده می‌شد.